# 美國波士
美國波士，是日本純種競賽馬匹。生涯活躍於中長途賽事，曾勝出美國賽馬會盃、中山紀念及連霸葉森盃，亦於2001年有馬紀念以大冷門身份跑獲第二。

## 出賽前
1995年4月7日出生於美國Candyland牧場，成長途中被日本馬主公司畔蒜不動產購入並引入日本。
其後交由美浦訓練中心練馬師田子冬樹訓練。

## 競賽生涯

### 3歲（現2歲）
1997年11月出戰中山競馬場3歲新馬戰，其保持於先頭位置穩定推進，但在直路上未能順利突圍，最終僅跑獲第三的戰績。
其後再度出戰3歲新馬戰，本次比賽繼續前置下在對面直路稍為放緩節奏，進入直路後重新加速衝出，最終跑出優秀末腳速度速度取得首勝。

### 4歲（現3歲）
進入1998年，其主要以條件戰作為目標，並在草地及泥地賽事之間互相切換，但在出戰六場賽事無一獲勝，僅取得一亞兩季的戰績。

### 5歲（現4歲）
1999年首戰為4歲以上500萬獎金以下條件戰，保持在約莫第三的位置下於彎道開始進出取位，在直路上瞬間取得領先，及後亦能維持走勢抵擋對手以取得勝利。
其後回歸草地賽事並專注於此，在1月下旬在埼玉電視盃達成連勝後後進軍更高級別的條件戰，雖然於海洋錦標及船橋錦標中分別以第三及第五落敗，但在晚春錦標中成功保持穩定的走勢，最終戰勝所有對手取得冠軍。
5月15日首次挑戰分級賽，出戰京王盃春季盃，然而比賽途中節節墮退下無法在直路收復失地，最終以第十六大敗。
6月上旬繼續挑戰葉森盃，本次比賽選擇於第五左右的位置展開推進，但於第三彎道時稍微放緩節奏，直至第四彎道才於外檔位置上前。進入直路後，其在中檔位置逐步殺上，最終拋離同樣位置展開衝刺的Cygnus Hero，贏得首個分級賽冠軍。

### 6歲（現5歲）
2000年年次於休養大半年過後出戰白富士錦標，雖然於比賽途中以穩定節奏推進並於直路爆發全場最快末腳速度，但仍然未能超越前方的領放馬，最終以第四完賽。
2月27日選擇出戰中山紀念，保持在約莫第七的中團位置下於最後彎道逐步上前，在直路亦能爆發出不俗的衝刺，但最終仍然敗於大和德州取得第二。
其後增程出戰日經賞，但於直路上未能表現出明顯的衝刺而僅能維持均速，最終以第五落敗。
稍為休養後在5月14日出戰新潟大賞典，維持於中後方位置推進下在對面直路稍微加速上前，於第三、四彎道進佔中團位置準備取位。進入直路後，其雖然展現優秀的加速力縮窄和前方賽駒的距離，但最終仍然被一早透出的Tayasu Meadow拉開，以第二的戰績落敗。
1個月後挑戰葉森盃，面對因天雨造成的大爛地，其仍然選擇於內欄位置取位，在第三彎道中段開始向前加速。進入直路後，其繼續保持在中內欄位置展開衝刺，最終成功取得領先並壓贏後上的對手，以1 1/4馬位的優勢達成連霸。
入秋後，其繼續在中距離戰線征戰，然而出戰每日王冠因未能追上前方賽駒僅跑獲第五，在其後的阿根廷共和國盃、京阪盃及有馬紀念亦分別以第八、第十三及第六落敗。

### 6歲[a]
2001年年初，其選擇以美國賽馬會盃作為首戰，本次比賽選擇於先頭第五的位置展開推進，在彎道處開始發力超越對手。進入直路後，其隨即透出並展現優秀的加速力，最終迅速彈離對手下以2 1/2馬位戰勝Lord Platinum取得冠軍。
其後以中山紀念作為目標，比賽初段繼續採用上仗時的戰術，保持在先頭的遮擋位置等待時機，於第三彎道中團開始逐步取位。進入直路後，其再度在中檔位置尋找到加速點並展開衝刺，最終在中段超越前方的城天勇士下繼續拉開對手，率先衝線達成分級賽連勝。
然而其後挑戰二級賽產經大阪盃時未能維持水準，完全無法衝刺下以第九落敗，6月縮程以安田紀念作為目標亦僅跑獲第六
進入秋季，其改變策略以產經賞作為起動戰，但無法加速之下以第六落敗。
2星期後，其隨即出戰另一場熱身戰每日王冠，但仍然未能在直路壓制對手，最終取得第八的戰績。
於未有突破下，陣營安排其前往地方角逐本年度新設立的日本育馬場盃經典賽，但一直處於中後方下最終以第十大敗。
11月返回草地以日本盃作為目標，但在直路明顯失速乏力下逐漸後退，最終以第十一的戰績完賽。
年末，其以有馬紀念作為目標，賽前因秋季的慘烈表現獲得最低人氣。比賽開始後，其順利貼欄在前方的位置展開推進，保持於快得勝及Shinko Calido以取得遮擋，並在第三、四彎道時開始上前。進入直路後，其以不俗的姿態加速並開始壓制前方的快得勝一度取得領先，在最後關頭雖然被衝出的曼城茶座超越，但仍然可以爆冷跑獲第二名的戰績。順帶一提，本次比賽頭馬為曼城茶座，二馬則為美國波士，曼哈頓加上美國的組合正和當年9月11日發生的九一一襲擊事件不謀而合。

### 7歲
2002年其上半年大部份時間處於休養狀態下，在6月的安田紀念才復出出戰，但最終以第十三的戰績大敗。
夏季未有休養下出戰七夕賞及福島紀念，但均未能取得優秀戰績以第七落敗。
秋季復出後出戰產經賞，然而在比賽初段採取先頭戰術下受制於步速，最終在直路上大幅失速以第十落敗。
雖然其後於每日王冠以前置的戰術一直穩守位置並僅敗於萬能泰斗及榮進寶蹄取得季軍，但增程挑戰阿根廷共和國盃、日本盃及有馬紀念時未能維持表現，最終以第八、第十四及第十三落敗。
有馬紀念後，陣營考慮其年齡及其他因素，決定安排其退役。

### 詳細賽績
| 日期       | 舉辦國家 | 馬場 | 距離   | 級別 | 賽事名稱           | 負重 | 騎師     | 馬號 | 出馬 | 名次 | 時間   | 頭馬（二馬）         |
| ---------- | -------- | ---- | ------ | ---- | ------------------ | ---- | -------- | ---- | ---- | ---- | ------ | -------------------- |
| 29/11/1997 | 日本     | 中山 | 泥1800 |      | 3歲新馬            | 54   | 江田照男 | 5    | 12   | 3    | 1:58.6 | Tokan Belief         |
| 21/12/1997 | 日本     | 中山 | 泥1800 |      | 3歲新馬            | 54   | 江田照男 | 6    | 10   | 1    | 1:58.5 | （I'm Aladdin）      |
| 17/1/1998  | 日本     | 中山 | 泥1200 |      | 黑竹賞             | 55   | 江田照男 | 11   | 15   | 2    | 1:10.8 | Tokio Perfect        |
| 7/2/1998   | 日本     | 東京 | 草1600 |      | 4歲數500獎金以下   | 56   | 江田照男 | 14   | 16   | 3    | 1:35.0 | 神聖之光             |
| 2/3/1998   | 日本     | 中山 | 草1800 |      | 4歲500獎金以下     | 55   | 江田照男 | 15   | 15   | 3    | 1:51.4 | Conquista Crown      |
| 29/3/1998  | 日本     | 中山 | 草1800 |      | 山櫻賞             | 55   | 江田照男 | 6    | 14   | 7    | 1:50.8 | Makoto Titan         |
| 7/12/1998  | 日本     | 浦和 | 泥1400 |      | 圈地馬特別         | 56   | 江田照男 | 6    | 12   | 4    | 1:27.7 | Asia World           |
| 20/12/1998 | 日本     | 中山 | 泥1800 |      | 4歲以上500獎金以下 | 55   | 江田照男 | 7    | 15   | 4    | 1:56.8 | Studebaker           |
| 9/1/1999   | 日本     | 中山 | 泥1200 |      | 5歲以上500獎金以下 | 56   | 江田照男 | 6    | 15   | 1    | 1:11.6 | （Johnkaranotegami） |
| 31/1/1999  | 日本     | 東京 | 草1400 |      | 埼玉電視盃         | 54   | 江田照男 | 8    | 14   | 1    | 1:22.2 | （Toshin Crown）     |
| 14/3/1999  | 日本     | 中山 | 草1200 |      | 海洋錦標           | 55   | 江田照男 | 9    | 16   | 3    | 1:09.6 | Izumi Success        |
| 27/3/1999  | 日本     | 中山 | 草1600 |      | 船橋錦標           | 56   | 江田照男 | 12   | 15   | 5    | 1:37.4 | Inter Licence        |
| 24/4/1999  | 日本     | 東京 | 草1600 |      | 晩春錦標           | 55   | 江田照男 | 18   | 18   | 1    | 1:37.5 | （Shinko Singular）  |
| 15/5/1999  | 日本     | 東京 | 草1400 | GII  | 京王盃春季盃       | 56   | 江田照男 | 14   | 18   | 16   | 1:21.6 | 草上飛               |
| 5/6/1999   | 日本     | 東京 | 草1800 | GIII | 葉森盃             | 57   | 江田照男 | 11   | 18   | 1    | 1:46.0 | （Cygnus Hero）      |
| 5/2/2000   | 日本     | 東京 | 草2000 | OP   | 白富士錦標         | 57   | 江田照男 | 8    | 11   | 4    | 2:00.7 | 勇敢基斯             |
| 27/2/2000  | 日本     | 中山 | 草1800 | GII  | 中山紀念           | 57   | 江田照男 | 7    | 14   | 2    | 1:46.9 | 大和德州             |
| 26/3/2000  | 日本     | 中山 | 草2500 | GII  | 日經賞             | 57   | 江田照男 | 10   | 10   | 5    | 2:36.2 | Leo Ryuho            |
| 14/5/2000  | 日本     | 福島 | 草2000 | GIII | 新潟大賞典         | 56   | 江田照男 | 13   | 16   | 2    | 2:01.2 | Tayasu Meadow        |
| 11/6/2000  | 日本     | 東京 | 草1800 | GIII | 葉森盃             | 57   | 江田照男 | 11   | 15   | 1    | 1:49.5 | （大和德州）         |
| 8/10/2000  | 日本     | 東京 | 草1800 | GII  | 每日王冠           | 57   | 江田照男 | 10   | 11   | 5    | 1:46.4 | Tunante              |
| 5/11/2000  | 日本     | 東京 | 草2500 | GII  | 阿根廷共和國盃     | 57   | 江田照男 | 14   | 16   | 8    | 2:34.6 | 城中金星             |
| 25/11/2000 | 日本     | 京都 | 草1800 | GIII | 京阪盃             | 57.5 | 江田照男 | 15   | 18   | 13   | 1:46.1 | 城天勇士             |
| 24/12/2000 | 日本     | 中山 | 草2500 | GI   | 有馬紀念           | 56   | 江田照男 | 15   | 16   | 6    | 2:34.7 | 好歌劇               |
| 21/1/2001  | 日本     | 中山 | 草2200 | GII  | 美國賽馬會盃       | 57   | 江田照男 | 10   | 13   | 1    | 2:13.8 | （Lord Platinum）    |
| 25/2/2001  | 日本     | 中山 | 草1800 | GII  | 中山紀念           | 58   | 江田照男 | 2    | 13   | 1    | 1:47.7 | （城天勇士）         |
| 1/4/2001   | 日本     | 阪神 | 草2000 | GII  | 產經大阪盃         | 58   | 江田照男 | 4    | 14   | 9    | 1:59.1 | Toho Dream           |
| 3/6/2001   | 日本     | 東京 | 草1600 | GI   | 安田紀念           | 58   | 江田照男 | 13   | 18   | 6    | 1:33.6 | 黑鷹                 |
| 23/9/2001  | 日本     | 中山 | 草2200 | GII  | 產經賞             | 58   | 江田照男 | 3    | 7    | 6    | 2:14.4 | Air Smap             |
| 7/10/2001  | 日本     | 東京 | 草1800 | GII  | 每日王冠           | 58   | 江田照男 | 5    | 12   | 8    | 1:45.9 | 榮進寶蹄             |
| 31/10/2001 | 日本     | 大井 | 泥2000 | GI   | 日本育馬場盃經典賽 | 54   | 江田照男 | 7    | 15   | 11   | 2:07.3 | 常勝客               |
| 25/11/2001 | 日本     | 東京 | 草2400 | GI   | 日本盃             | 57   | 江田照男 | 2    | 15   | 10   | 2:25.6 | 森林寶穴             |
| 23/12/2001 | 日本     | 中山 | 草2500 | GI   | 有馬紀念           | 57   | 江田照男 | 1    | 13   | 2    | 2:33.3 | 曼城茶座             |
| 2/6/2002   | 日本     | 東京 | 草1600 | GI   | 安田紀念           | 58   | 江田照男 | 4    | 18   | 13   | 1:34.3 | 喜高善               |
| 7/7/2002   | 日本     | 福島 | 草2000 | GIII | 七夕賞             | 58.5 | 江田照男 | 13   | 14   | 7    | 2:00.3 | 飛鷹茶座             |
| 25/8/2002  | 日本     | 新潟 | 草2000 | GIII | 新潟紀念           | 58.5 | 江田照男 | 13   | 15   | 7    | 1:58.7 | Towa Treasure        |
| 22/9/2002  | 日本     | 新潟 | 草2200 | GII  | 產經賞             | 58   | 江田照男 | 9    | 13   | 10   | 2:12.1 | 樂事到               |
| 6/10/2002  | 日本     | 中山 | 草1800 | GII  | 每日王冠           | 58   | 江田照男 | 8    | 9    | 3    | 1:46.5 | 萬能泰斗             |
| 3/11/2002  | 日本     | 中山 | 草2500 | GII  | 阿根廷共和國盃     | 58.5 | 江田照男 | 12   | 11   | 8    | 2:32.1 | Sunrise Jaeger       |
| 24/11/2002 | 日本     | 中山 | 草2200 | GI   | 日本盃             | 57   | 江田照男 | 5    | 16   | 14   | 2:13.8 | 飛霸                 |
| 22/12/2002 | 日本     | 中山 | 草2500 | GI   | 有馬紀念           | 57   | 江田照男 | 7    | 14   | 13   | 2:34.7 | 吉兆                 |

a 由2001年開始，日本跟隨國際馬齡顯示標準，以實歲標記馬匹

## 退役後
退役後，美國波士成為了配種馬，於北海道門別町（今日高町）日高輕種馬農業協同組合門別種馬場休養，在2003年進行配種。首批子嗣於2004年出生。首批子嗣可於2006年出賽。
2007年，其被轉移至北海道新冠町太平洋國家Stud休養，繼續進行配種工作。
2020年10月1日，其於種馬名冊上被取消登記，但查證後發現於2018年6月時經已因衰老以23歲之齡死亡。

## 血統簡介
父系金滿寶曾三勝一級賽，亦爲近代著名種馬之一。祖父淘金者爲美國著名種馬，於近代擁有巨大影響力，和加拿大種馬北地舞人被譽爲兩大改變世界賽馬的偉大種馬。
母系Redeemer為美國賽駒，生涯僅勝出班賽級別的賽事。外祖父Dixieland Band亦爲美國賽駒，生涯戰績不俗，曾勝出二級賽麻省讓賽及賓夕凡尼亞打吡。

### 血統表
| 父線：金滿寶系（淘金者系）                                |                               |                   |                 |
| 種馬 金滿寶 1990年（棗色）                                | 淘金者 1970年（棗色）         | Raise a Native    | 天才舞者        |
| 種馬 金滿寶 1990年（棗色）                                | 淘金者 1970年（棗色）         | Raise a Native    | Raise You       |
| 種馬 金滿寶 1990年（棗色）                                | 淘金者 1970年（棗色）         | Gold Digger       | Nashua          |
| 種馬 金滿寶 1990年（棗色）                                | 淘金者 1970年（棗色）         | Gold Digger       | Sequence        |
| 種馬 金滿寶 1990年（棗色）                                | Miesque 1984年（棗色）        | 雷利耶夫          | 北地舞人        |
| 種馬 金滿寶 1990年（棗色）                                | Miesque 1984年（棗色）        | 雷利耶夫          | Special         |
| 種馬 金滿寶 1990年（棗色）                                | Miesque 1984年（棗色）        | Pasadoble         | Prove Out       |
| 種馬 金滿寶 1990年（棗色）                                | Miesque 1984年（棗色）        | Pasadoble         | Santa Quilla    |
| 繁殖雌馬 Redeemar 1986年（棗色）                          | Dixieland Band 1980年（棗色） | 北地舞人          | 新北區          |
| 繁殖雌馬 Redeemar 1986年（棗色）                          | Dixieland Band 1980年（棗色） | 北地舞人          | Natalma         |
| 繁殖雌馬 Redeemar 1986年（棗色）                          | Dixieland Band 1980年（棗色） | Mississippi Mud   | Delta Judge     |
| 繁殖雌馬 Redeemar 1986年（棗色）                          | Dixieland Band 1980年（棗色） | Mississippi Mud   | Sand Buggy      |
| 繁殖雌馬 Redeemar 1986年（棗色）                          | Printing Press 1981年（棗色） | In Reality        | Intentionally   |
| 繁殖雌馬 Redeemar 1986年（棗色）                          | Printing Press 1981年（棗色） | In Reality        | My Dear Girl    |
| 繁殖雌馬 Redeemar 1986年（棗色）                          | Printing Press 1981年（棗色） | Wealth of Nations | Key to the Mint |
| 繁殖雌馬 Redeemar 1986年（棗色）                          | Printing Press 1981年（棗色） | Wealth of Nations | Admiring        |
| 雌系：Searching系（號族：1-s）                            |                               |                   |                 |
| 五代內近親交配：北地舞人 4×3、天才舞者 4×5、Graustark 5×5 |                               |                   |                 |

## 命名由來
名字American Boss（アメリカンボス）意思為：「美國老闆」，聯想自其出生地美國，香港則以較為在地化的「美國波士」作為翻譯。

## 外部連結
- 美國波士 netkeiba.com
- 血統表